# 5 000 mètres masculin aux Jeux olympiques d'été de 1980
Navigation
Montréal 1976 Los Angeles 1984
L'épreuve du 5 000 mètres masculin aux Jeux olympiques de 1980 s'est déroulée du 30 juillet au 1er août 1980 au Stade Loujniki de Moscou, en URSS. Elle est remportée par l'Éthiopien Miruts Yifter dans le temps de 13 min 20 s 91.

## Résultats

### Finale
| Rang               | Athlète            | Pays             | Temps          |
| ------------------ | ------------------ | ---------------- | -------------- |
| Médaille d'or      | Miruts Yifter      | Éthiopie         | 13 min 20 s 91 |
| Médaille d'argent  | Suleiman Nyambui   | Tanzanie         | 13 min 21 s 60 |
| Médaille de bronze | Kaarlo Maaninka    | Finlande         | 13 min 22 s 00 |
| 4                  | Eamonn Coghlan     | Irlande          | 13 min 22 s 74 |
| 5                  | Markus Ryffel      | Suisse           | 13 min 23 s 03 |
| 6                  | Dietmar Millonig   | Autriche         | 13 min 23 s 62 |
| 7                  | John Treacy        | Irlande          | 13 min 24 s 10 |
| 8                  | Aleksandr Fedotkin | Union soviétique | 13 min 24 s 10 |
| 9                  | Jiří Sýkora        | Tchécoslovaquie  | 13 min 24 s 99 |
| 10                 | Yohannes Mohamed   | Éthiopie         | 13 min 28 s 34 |
| 11                 | Martti Vainio      | Finlande         | 13 min 32 s 05 |
| 12                 | Mohamed Kedir      | Éthiopie         | 13 min 34 s 17 |

## Légende
Records et Performances
- AR : Record continental (area record)
- CR : Record des championnats (championship record)
- MR : Record du meeting (meet record)
- NR : Record national (national record)
- OR : Record olympique (olympic record)
- PR : Record paralympique (paralympic record)
- PB : Record personnel (personal best)
- SB : Meilleure performance personnelle de la saison (season's best)
- WL : Meilleure performance mondiale de l'année (world leader)
- WJR : Record du monde junior (world junior record)
- WR : Record du monde (world record)

Circonstances et Conditions
- DNF : N'a pas terminé (did not finish)
- DNS : N'a pas pris le départ (did not start)
- DQ : Disqualification (disqualification)
- NM : Aucun essai valable enregistré (No Mark)
- Q : Qualifié « directement » au prochain tour (ou à la prochaine compétition), lors d'une compétition majeure, grâce au classement ou à la réalisation des minima (automatic qualifier)
- q : Qualifié au prochain tour (ou à la prochaine compétition), lors d'une compétition majeure, grâce au repêchage ou à la réalisation de l'une des meilleures performances parmi celles des « non qualifiés directement » (grâce au meilleur temps ou à la meilleure distance par exemple) (secondary qualifier)